# ستاره عربی
ستاره عربی یک علامت نگارشی است که برای تمایز از ستاره (*) ایجاد شده‌است. ستاره قبلاً هم وجود داشت و شکل اصلی آن ستاره شش‌پر بود که هر نقطه مانند قطره اشکی از مرکز می‌آمد. با این حال، برخی از ماشین‌های تحریر در چاپ مجزای شش بازو با مشکل مواجه بودند.
ستاره عربی در یونیکد دارای یک کد متمایز است. U+066D ٭ arabic five pointed star (اچ‌تی‌ام‌ال: &#1645; noted: "Appearance rather variable")، که در محدوده علامت گذاری عربی قرار دارد.

## انواع
اما در بسیاری از فونت‌های مدرن، ستاره پنج‌پر است و ستاره عربی گاهی اوقات شش‌پر یا هشت‌پر است. این دو علامت در زیر مقایسه شده‌اند (نمایش به فونت مرورگر شما بستگی دارد).
| ستاره | ستاره تمام عرض | ستاره عربی | ستاره پنج پر | ستاره شش پر | ستاره هشت پر |
| ----- | -------------- | ---------- | ------------ | ----------- | ------------ |
| *     | ＊             | ٭          | ★            | ✶           | ✴            |

### یونیکد
در یونیکد، ستارگان عربی و مشابه در زیر کد گذاری می‌شوند:
- U+066D ٭ arabic five pointed star (اچ‌تی‌ام‌ال: &#1645;)
- U+06DE ۞ arabic start of rub el hizb (اچ‌تی‌ام‌ال: &#1758;)

در برخی از نمایشگرها، استفاده از کاراکتر ٭ می‌تواند باعث تغییر جهت متن شود.